# Ștefan Efros
Ștefan Efros (ur. 8 maja 1990 w Măgdăcești) – mołdawski piłkarz występujący na pozycji środkowego obrońcy w mołdawskim klubie Petrocub Hîncești.

## Sukcesy

### Klubowe
Petrocub Hîncești
- Zdobywca Pucharu Mołdawii: 2019/2020